# Podgórki (przystanek kolejowy)
Podgórki – zlikwidowany przystanek Sławieńskiej Kolei Powiatowej w Podgórkach w województwie zachodniopomorskim, w Polsce. Przystanek został zlikwidowany w kwietniu 1945 roku.